# Brown Bess
Браун Бесс (англ. Brown Bess — «Бурая Бесс», «Смуглая Бесс») — прозвище, под которым получило известность британское ружьё образца 1722 года и его более поздние модели. Официальное название оружия — «Мушкет сухопутного образца» (Land Pattern Musket). В англоязычной терминологии словом «мушкет» обозначается и то, что в русском языке принято называть ружьём или фузеей.
«Браун Бесс» оставалась штатным оружием британского пехотинца в течение более чем столетия: впервые выпущенное в 1722 году, это ружьё было окончательно заменено на новые образцы лишь накануне и в ходе Крымской войны.
Кроме Великобритании, «Браун Бесс» широко применялась в британских колониях. Так, во время Войны за независимость США это ружьё широко применяли обе стороны, и именно на основе «Браун Бесс» были созданы первые образцы американских ружей. Некоторое количество «Браун Бесс» применялось в Америке ещё во время Гражданской войны.
В истории Новой Зеландии ружья «Браун Бесс» оставили неизгладимый след, став, по сути, причиной кровавых Мушкетных войн первой половины XIX века.
Швеция получила от Великобритании значительное количество ружей в виде помощи после поражения в последней Русско-шведской войне 1808—1809 годов. Во время войны Шестой антифранцузской коалиции Великобритания снабжала ружьями уже солдат Российской империи.

## Происхождение названия
Существует несколько гипотез происхождения прозвища «Браун Бесс» (Brown Bess), из которых ни одну нельзя считать полностью доказанной.
Достоверно установлено лишь, что это имя появилось во второй половине XVIII века и к 1780-м годам уже было широко распространено. Так, заметка в Connecticut Courant 1771 года уже использовала это прозвище безо всяких дополнительных объяснений. Выпущенный в 1785 году британский «Словарь простонародного наречия» (Dictionary of the Vulgar Tongue) также считал это прозвище широко известным: «„обнимать Смуглую Бесс“ — носить ружьё, служить солдатом».
По этой причине (распространение не позже второй половины века) считают маловероятной версию о том, что ружьё назвали в честь королевы Елизаветы I, тем более что она скончалась более чем за столетие до появления этой фузеи.
А появилась она при Георге I, немце по происхождению, поэтому возникла версия о происхождении прозвища из немецкого языка, где Buss в то время могло означать вообще всякое огнестрельное оружие (отсюда аркебуза, бландербуз).
Ещё одна версия происхождения названия «Смуглая Бесс» состоит в том, что ружьё это изначально могло составлять (по неизвестной причине) «пару» «Бурому Биллу» — распространённому в Англии варианту алебарды. В исторических документах упоминаются «бурые», «чёрные» и «лесные» биллы, но разница между ними сегодня уже забыта.
Более распространённая версия связывает название с цветом оружия: либо характерный коричневый цвет деревянных лож, либо цвет защитного лака, которым, якобы, покрывали как ствол с замком, так и ложу (а в случае с недобросовестными поставщиками — ещё и для того, чтобы скрыть использование некачественного или непредусмотренного предписаниями дерева).
Кроме этого, по-английски слово browning может означать оксидирование, которое и даёт характерный коричневатый цвет металла — однако считается, что эта технология получила широкое распространение уже после того, как прозвище широко распространилось.

## История
До начала XVIII века в европейских армиях отсутствовала какая-либо стандартизация оружия. Вооружались либо «чем есть», либо образцы заказывали полковые офицеры по своему вкусу и разумению.
В случае войны разношёрстное вооружение больших масс войск вызывало значительные сложности в снабжении солдат боеприпасами и запчастями.
Чтобы преодолеть эти трудности, большинство европейских стран решили стандартизировать своё оружие. Именно к этому времени относится появление терминов «модель», «образец»: такой образец изготавливался в специальной мастерской, а затем другие арсеналы снимали с этого «контрольного» образца мерки для изготовления собственных ружей.
«Браун Бесс» в 1722 году стала первым стандартизированным ружьём британской армии.

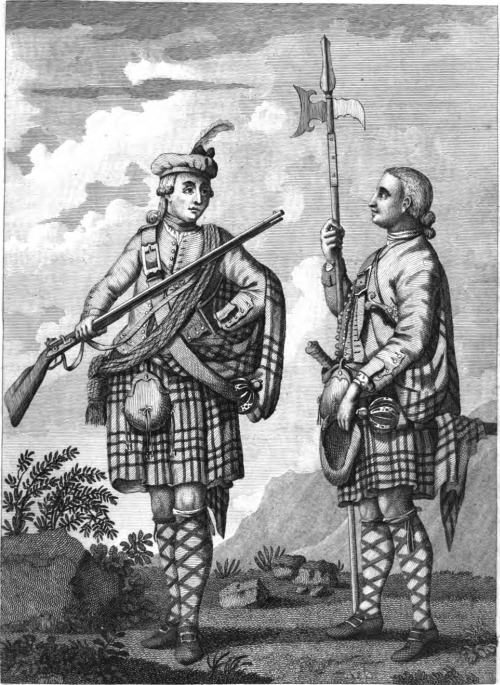
«Чёрная стража» с «Браун Бесс» и алебардой, ок. 1790 г.

## Конструкция

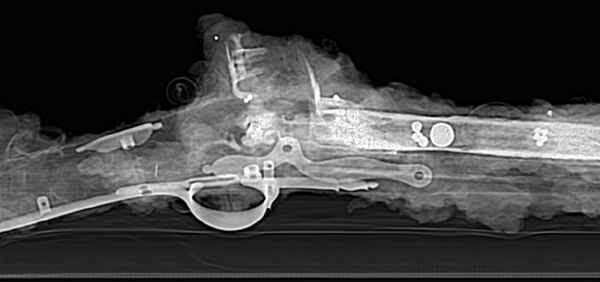
Рентгеновский снимок
«Браун Бесс», извлечённой с затонувшего корабля времён Войны за независимость США. В стволе видны картечины и пуля.

Первая, «длинная» модель была длиной 62,5 дюйма (159 см), длина ствола — 46 дюймов (117 см). Вес — 10,4 фунта (4,7 кг).
Калибр ствола у всех вариантов составлял 0,75 дюйма (19 мм). Для стрельбы использовалась пуля меньшего диаметра — как правило, 0,71 дюйма (18 мм). Это было необходимо, во-первых, для облегчения заряжания, а во-вторых для того, чтобы уменьшить разгар ствола из-за применения чёрного дымного пороха.
Охотники и стрелки, которым требовалась бо́льшая точность, могли лить пули бо́льшего размера — примерно 0,735 дюйма (18,7 мм). Так же поступают и современные реконструкторы, которые стреляют нечасто и используют для этого современные пороха.
Пуля вместе с отмеренным (и для затравки, и для стрельбы) зарядом пороха помещалась в бумажный патрон.
Ствол, замок, антабки ружья изготавливались из железа; прочая фурнитура — первоначально также из железа, а после 1736 года — из латуни.
Шомпол первоначально был деревянным, позже был заменён железным в континентальной пехоте; драгуны и морские пехотинцы, равно как и солдаты в североамериканских колониях, пользовались деревянным шомполом ещё очень долгое время.
К ружью полагался трёхгранный штык длиной в 17 дюймов (43 см). Своей трубкой он надевался на ствол, на котором располагался небольшой фиксатор.
Прицельные приспособления на подавляющем большинстве образцов (до 1811 года) отсутствовали; в качестве мушки можно было при желании использовать фиксатор для штыка.
Стандартизация позволила английским солдатам получить чрезвычайно качественное оружие. Ружья подвергались очень строгим испытаниям: их ударяли прикладом об пол, роняли прикладом с высоты одного ярда (0,9 м), проверяли стрельбой обычным и усиленным зарядом.
Срок службы «Бесс» был определён в 10 лет.

## Скорострельность и точность
На рубеже XVIII—XIX веков в Великобритании провели серию испытаний и учений, в результате чего выяснилось, что 80-летняя Бесс оставалась надёжным, быстрым и даже сравнительно точным оружием.
Необученный новобранец мог производить два выстрела в минуту, опытный солдат мог стрелять вдвое быстрее.
Чтобы зарядить ружьё, стрелок должен был достать патрон, надорвать его зубами с «пороховой» части, высыпать часть пороха на полку и закрыть её, поставить ружьё дулом вверх, высыпать оставшийся порох в ствол, перевернуть патрон пулей вниз (к казне) и затолкать патрон шомполом в ствол; бумага, таким образом, играла роль пыжа. Но в бою солдаты не всегда заряжали по регламенту. Зачастую надкушенный патрон опускался в дуло, а затем прибивался ударом приклада о землю. Таким образом солдаты обходились без операции с шомполом, что значительно увеличивало скорострельность.
Подобная техника использовалась во всех европейских армиях того времени.
Британская легкая пехота обучалась стрельбе на расстояние до 300—400 ярдов.
Число попаданий в цель размером 100 на 6 футов (имитирующую линию пехоты) составляло: 47 % на 100 шагов, 58 % на 200 шагов, 37 % на 300 шагов, 27 % на 400 шагов.
Стоит учитывать и то, что солдаты того времени имели лишь минимальную огневую подготовку. При лучшей подготовке точность возрастала в несколько раз.
Конечно, стрельба велась в условиях учебного полигона, в боевых условиях точность сильно снижалась из-за ухудшения видимости и человеческого фактора.
Также практиковалась стрельба сразу двумя пулями на близкое расстояние, что значительно повышало вероятность попадания в цель.
Современные реконструкторы заявляют, что с 50 ярдов могут уложить серию пуль в пятидюймовый (13 см) круг, но для этого используются современные пороха и более крупные пули.

## Варианты
С течением времени «Браун Бесс» получала всё более простую отделку, а ствол постоянно укорачивался; уже к концу 1760-х стало ясно, что укороченный ствол ничуть не ухудшает точность, наоборот — за счёт приближенного к стрелку центра тяжести «короткие» ружья могли стрелять точнее.
В 1790-х Британская Ост-Индская компания заказала для себя укороченные и упрощённые ружья; они были дешевле армейских и не подвергались таким суровым испытаниям при приёмке. Позже это оружие стало стандартным и для пехоты.
В 1839 году была подготовлена модификация Браун Бесс под капсюльный замок, однако в 1841 году большинство ружей, предназначенных для переделки под капсюль, были уничтожены пожаром в лондонском Тауэре. Поэтому пришлось делать новые ружья, которые назвали «модель 1842 года».
Они продержались на вооружении до самой Крымской войны, когда их стали заменять на винтовки Минье и винтовки Энфилда.
| Модель                                                             | Изображение | Годы службы | Длина ствола               | Полная длина         | Вес                  |
| ------------------------------------------------------------------ | --- | --- | -------------------------- | -------------------- | -------------------- |
| «Длинная» модель (Long Land Pattern)                               | | 1722-1793 штатное оружие пехоты в 1722—1768 | 46 дюймов (116,8400000 см) | 62,5 дюйма (160 см)  | 10,4 фунта (4,7 кг)  |
| «Короткая» модель (Short Land Pattern)                             | | 1740-1797 1740 (Драгуны) 1768 (Пехота) штатное оружие пехоты в 1793—1797                                                                                      | 42 дюйма (106,6800000 см)  | 58,5 дюйма (150 см)  | 10,5 фунта (4,8 кг)  |
| «Индийская» модель (India Pattern)                                 | | 1797-1854 до 1797 г. ограниченно использовалась Ост-Индской компанией в Египте штатное оружие пехоты в 1797—1854                                              | 39 дюймов (99,0600000 см)  | 55,25 дюйма (140 см) | 9,68 фунта (4,4 кг)  |
| «Новая» модель (New Land Pattern)                                  | | 1802-1854 Использовалась только Пешей гвардией и 4-м пехотным полком                                                                                          | 39 дюймов (99,0600000 см)  | 55,5 дюйма (140 см)  | 10,06 фунта (4,6 кг) |
| «Новая» модель для лёгкой пехоты (New Light Infantry Land Pattern) | Отличалась от вышеуказанной модели закруглённой формой спусковой скобы, оксидированным стволом и зубчатым це́ликом. | 1811–1854 Применялась только 43-м, 52-м, 68-м, 71-м и 85-м полками лёгкой пехоты и батальонами 60-го полка, которые не были вооружены винтовками              | 39 дюймов (99,0600000 см)  | 55,5 дюйма (140 см)  | 10,06 фунта (4,6 кг) |
| Кавалерийский карабин (Cavalry Carbine)                            | | 1796-1838 Применялся в кавалерийских частях | 26 дюймов (66,0400000 см)  | 42,5 дюйма (110 см)  | 7,37 фунта (3,3 кг)  |
| «Морская» модель (Sea Service Pattern)                             | | 1778-1854 Применялся экипажами кораблей; морские пехотинцы вооружались этой моделью при службе на борту корабля, но на берегу использовали «индийскую» модель | 37 дюймов (93,9800000 см)  | 53,5 дюйма (140 см)  | 9,00 фунта (4,1 кг)  |